# 3 август
3 август е 215-ият ден в годината според григорианския календар (216-и през високосна). Остават 150 дни до края на годината.

## Събития
- 1492 г. – Христофор Колумб отплава от пристанището Палос де ла Фронтера в Испания на Първата си експедиция с корабите Санта Мария, Пинта и Ниня.
- 1529 г. – В Италия е подписан „Мирът на дамите“ – мирен договор за прекратяване на военния конфликт между Испания и Франция.
- 1610 г. – Капитан Хенри Хъдсън, търсейки нов проход към Тихи океан, открива проток, кръстен на неговото име.

- 1692 г. – Деветгодишната война: Франция побеждава в Щайнкирк обединените холандски, немски и британски войски.
- 1778 г. – В Милано е открит оперният театър Ла Скала.
- 1804 г. – Състои се сватбата на Великия херцог Карл Фридрих Сакс-Ваймар-Айзенах и Мария Павловна.
- 1809 г. – Екатерина Павловна сключва брак с първия си братовчед херцог Георг фон Олденбург.
- 1887 г. – Разпуска се Третото велико народно събрание, след полагането на клетва на германския принц Фердинанд Сакс-Кобург-Гота, избран за български княз.
- 1889 г. – В Ница е открит астероида 285 Регина.
- 1902 г. – Основан е аржентинският футболен отбор КА Тигре.
- 1903 г. – Илинденско-Преображенско въстание: В град Крушево, Македония, българските въстаници обявяват създаването на Крушевска република, която съществува само 10 дни.
- 1904 г. – В Пловдив е основан Общият работнически синдикален съюз (ОРСС).
- 1911 г. – Италианските войски пускат със самолети бомби над турските позиции в Триполи, което е първото използване на самолети при военна операция.
- 1914 г. – Първа световна война: Германия обявява война на Франция.
- 1927 г. – Започва първата екуменическа църковна конференция в Лозана.
- 1934 г. – В Царство България е проведена общинска реформа, при която общините са лишени от автономия и броят им е намален повече от три пъти до около 800.
- 1940 г. – Литва е включена официално в територията на СССР.
- 1940 г. – Втората световна война: Италианската армия навлиза в Британска Сомалия.
- 1948 г. – Публикуван е указ за закриване на чуждите училища в Народна република България.
- 1950 г. – Политбюро на ЦК на БКП решава да се поощрява с всички средства изселването в Турция на турското население и преди всичко от родопските гранични райони.
- 1952 г. – Закрити са Летни олимпийски игри 1952 в Хелзинки, по време на които боксьора Борис Николов печели първия български олимпийски медал.
- 1960 г. – Нигер придобива независимост от Франция.
- 1975 г. – Частно нает „Боинг 707“ се удря в планински връх и се разбива близо до Агадир, Мароко и убива 188 души на борда.
- 1977 г. – Избухва стачка на миньорите от въгледобивния басейн „Валя Жиулуй“ в Румъния против режима на Николае Чаушеску. В нея участван около 35 000 души.
- 1980 г. – В Москва са закрити XXII Олимпийски игри, бойкотирани от западните страни, в които Народна република България печели 8 златни, 16 сребърни и 17 бронзови медала и заема 3-то място в крайното класиране.
- 1994 г. – Състои се премиерата на американския филм „Реална опасност“.
- 2000 г. – Чилийският Върховен съд отнема съдебния имунитет на генерал Аугусто Пиночет.
- 2001 г. – Ражда се първото бебе в България, заченато по метода инвитро от замразен ембрион.
- 2004 г. – От военновъздушната база Кейп Канаверал, САЩ, е изстрелян към Меркурий космическият апарат МЕСИНДЖЪР на НАСА.
- 2004 г. – Пиедесталът на Статуята на свободата в Ню Йорк е открит за посещения след затварянето му при Атентатите от 11 септември 2001 г.
- 2006 г. – XL народно събрание ратифицира Конвенцията на ООН срещу корупцията.
- 2014 г. – Тежко наводнение в град Мизия с жертви и стотици евакуирани хора.

## Родени
- 1750 г. – Лудвиг Енгелберт, княз на Реклингхаузен († 1820 г.)
- 1770 г. – Фридрих Вилхелм III, крал на Прусия от 1797 г. († 1840 г.)
- 1811 г. – Илайша Отис, американец, изобретател на асансьора († 1861 г.)
- 1832 г. – Иван Зайц, хърватски композитор († 1914 г.)
- 1840 г. – Джеймс Елтън, английски пътешественик († 1877 г.)
- 1862 г. – Освалд Кюлпе, германски философ († 1915 г.)
- 1872 г. – Хокон VII, крал на Норвегия († 1957 г.)
- 1875 г. – Димитър Йоцов, български историк, дипломат и политик († 1969 г.)
- 1889 г. – Крум Дрончилов, български географ († 1925 г.)
- 1890 г. – Константин Константинов, български писател († 1970 г.)
- 1892 г. – Иван Болдин, съветски военачалник († 1976 г.)
- 1898 г. – Борис Тиков, български революционер († 1972 г.)
- 1898 г. – Калина Малина, българска писателка († 1979 г.)
- 1899 г. – Луи Широн, бивш пилот от Формула 1 († 1979 г.)
- 1901 г. – Стефан Вишински, полски кардинал († 1981 г.)
- 1904 г. – Клифърд Саймък, американски писател († 1988 г.)
- 1907 г. – Ернесту Гайзел, бразилски офицер († 1996 г.)
- 1910 г. – Лесли Талбът, английски футболист († 1983 г.)
- 1914 г. – Нада Богданова, югославска партизанка († 1987 г.)
- 1921 г. – Иван Пръмов, български политик († 2005 г.)
- 1925 г. – Ален Турен, френски социолог († 2023 г.)
- 1926 г. – Тони Бенет, американски певец и художник († 2023 г.)
- 1935 г. – Георгий Шонин, съветски космонавт († 1997 г.)
- 1936 г. – Ерих Хоф, австрийски футболист († 1995 г.)
- 1937 г. – Стивън Беркоф, английски актьор
- 1940 г. – Мартин Шийн, американски актьор
- 1941 г. – Марта Стюарт, американска бизнесдама
- 1946 г. – Джак Стро, британски политик
- 1946 г. – Петко Петков, български футболист († 2020 г.)
- 1948 г. – Жан-Пиер Рафарен, френски политик
- 1949 г. – Кристоф Гайзер, швейцарски писател
- 1951 г. – Панайот Панайотов, български режисьор
- 1951 г. – Ханс Шлегел, немски физик
- 1952 г. – Освалдо Ардилес, аржентински футболист
- 1955 г. – Зигфрид Зелберхер, австрийски учен
- 1959 г. – Коичи Танака, японски химик, Нобелов лауреат през 2002 г.
- 1959 г. – Стоян Делчев, български гимнастик
- 1960 г. – Ким Милтън Нилсен, датски футболен съдия
- 1960 г. – Татяна Янчева, българска гимнастичка
- 1961 г. – Борислав Кьосев, български волейболист
- 1963 г. – Джеймс Хетфийлд, американски музикант
- 1964 г. – Лъки Дубей, южноафрикански реге певец († 2004 г.)
- 1973 г. – Джей Кътлър, американски културист
- 1977 г. – Милен Йорданов Игнатов, български футболист
- 1977 г. – Том Брейди, американски състезател по американски футбол
- 1978 г. – Колин Бенджамин, намибийски футболист
- 1979 г. – Еванджелин Лили, канадска актриса
- 1980 г. – Руши Видинлиев, български певец
- 1981 г. – Георги Даскалов, български футболист
- 1984 г. – Раян Локти, американски плувец
- 1985 г. – Марсел Цимер, германски футболист
- 1987 г. – Траян Траянов, български футболист
- 1989 г. – Сам Хътчинсън, английски футболист

## Починали
- 224 г. – Юлия Меса, знатна римлянка (* 165 г.)
- 1460 г. – Джеймс II, крал на Шотландия (* 1430 г.)
- 1780 г. – Етиен Боно де Кондияк, френски философ (* 1715 г.)
- 1797 г. – Джефри Амхърст, британски офицер (* 1717 г.)
- 1857 г. – Йожен Сю, френски писател (* 1804 г.)
- 1872 г. – Уилям Дейвис Евънс, английски шахматист (* 1790 г.)
- 1902 г. – Лазар Москов, български революционер (* 1877 г.)
- 1913 г. – Фридрих Пуцгер, немски картограф (* 1849 г.)
- 1924 г. – Джоузеф Конрад, английски писател от полски произход (* 1857 г.)
- 1927 г. – Стоян Михайловски, български поет и баснописец (* 1854 г.)
- 1929 г. – Емил Берлинер, американски изобретател от германски произход (* 1851 г.)
- 1929 г. – Торщайн Бунде Велбен, американски икономист институционалист (* 1857 г.)
- 1954 г. – Габриел Сидони Колет, френска писателка (* 1873 г.)
- 1955 г. – Марин Жеков български художник-маринист и сценограф (* 1898 г.)
- 1968 г. – Константин Рокосовски, съветски офицер, маршал на СССР (* 1896 г.)
- 1977 г. – Макариос III, кипърски духовник и първи президент на Кипър (* 1913 г.)
- 1979 г. – Бертил Олин, шведски икономист, Нобелов лауреат (* 1899 г.)
- 1979 г. – Васка Попова-Баларева, българска художничка (* 1902 г.)
- 1986 г. – Кирил Харалампиев, български фолклорист (* 1926 г.)
- 1998 г. – Алфред Шнитке, руски композитор (* 1934 г.)
- 2002 г. – Кармен Силвера, канадска актриса († 1922 г.)
- 2006 г. – Елизабет Шварцкопф, германска оперна певица (* 1915 г.)
- 2008 г. – Александър Солженицин, руски писател и историк, Нобелов лауреат (* 1918 г.)
- 2020 г. – Джон Хюм, северноирландски политик (* 1937 г.)
- 2025 г. – Кирил Кавадарков, български актьор (* 1943 г.)

## Празници
- Световен ден на динята
- Бразилия – Празник на град Жабоатау дус Гуарарапис
- Венецуела – Ден на националния флаг (празнува се от 2006 г.)
- Екваториална Гвинея – Ден на въоръжените сили
- Кентъки (САЩ) – Ден на динята
- Нигер – Ден на независимостта (1960 г., от Франция, национален празник)